# Max Angelelli
Pour les articles homonymes, voir Angelelli.
Massimiliano Angelelli est un pilote automobile italien né le 15 décembre 1966 à Bologne en Italie.
Après une carrière en monoplace et un titre de Champion d'Italie de Formule 3, il poursuit sa carrière en course d'endurance. En 2010, il a participé aux Rolex Sports Car Series pour l'écurie SunTrust Racing de Wayne Taylor.
Après avoir eu Wayne Taylor comme coéquipier, il partage son prototype avec le fils de ce dernier, Ricky Taylor, depuis la saison 2010.

## Biographie
Max Angelelli débute en Formule Alfa Boxer en 1987 puis devient Champion d'Italie de Formule 3 en 1992. En 1997 et 1998, il quitte la Formule 3 pour le Championnat FIA GT sans grand succès.
C'est à partir de 1999 qu'il participe aux courses d'endurance américaines, tout d'abord en American Le Mans Series jusqu'en 2002 puis en Rolex Sports Car Series où il remporte le titre en 2005.

## Palmarès

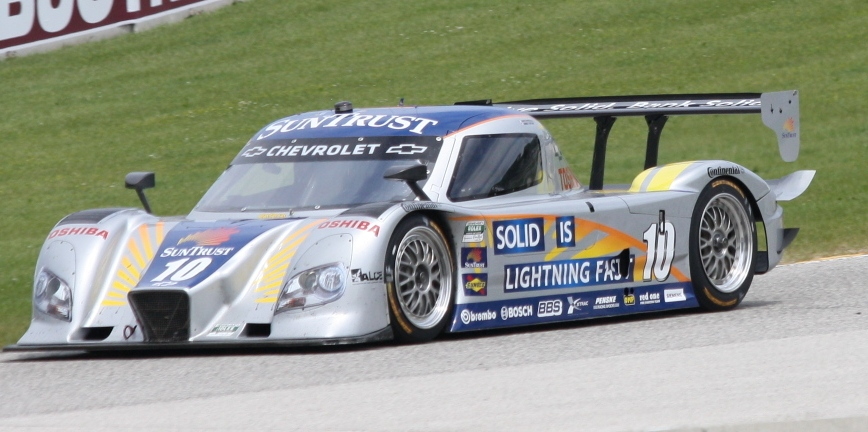
La Dallara-Chevrolet 2011 du SunTrust Racing

- Champion d'Italie de Formule 3 en 1992
- 2e du Championnat d'Allemagne de Formule 3 en 1993
- 2e du Grand Prix de Macao de Formule 3 en 1996
- Champion des Rolex Sports Car Series en 2005 en compagnie de Wayne Taylor
- Vainqueur des 24 Heures de Daytona en 2005 en compagnie de Wayne Taylor et Emmanuel Collard
- Vainqueur des 24 Heures de Daytona en 2017 en compagnie de Jeff Gordon, Ricky Taylor et Jordan Taylor
- Vainqueur des 6 Heures de Watkins Glen en 2011 en compagnie de Ricky Taylor

## Résultats aux 24 Heures du Mans
| Année | Voiture                  | Équipe            | Équipiers                           | Résultat |
| ----- | ------------------------ | ----------------- | ----------------------------------- | -------- |
| 1994  | Ferrari F40              | Obermaier Racing  | Sandro Angelastro / Anders Olofsson | Abandon  |
| 1999  | Panoz LMP-1 Roadster-S   | Panoz Motorsports | Johnny O'Connell / Jan Magnussen    | 11e      |
| 2000  | Cadillac Northstar LMP   | Team Cadillac     | Wayne Taylor / Eric van de Poele    | 22e      |
| 2001  | Cadillac Northstar LMP01 | DAMS              | Wayne Taylor / Christophe Tinseau   | 15e      |
| 2002  | Cadillac Northstar LMP02 | Team Cadillac     | Wayne Taylor / Christophe Tinseau   | 9e       |